# ダンス・ギャヴィン・ダンス
ダンス・ギャヴィン・ダンス (Dance Gavin Dance) は、アメリカ合衆国、カリフォルニア州サクラメント出身の4人組のポスト・ハードコアバンドである。

## 略歴
ダンス・ギャヴィン・ダンス(以下DGD)は複数のバンドの元メンバーにより構成され、2005年から2006年の初めにジョニー・クレイグとショーン・オサリヴァンがバンドに加わり正式なバンドとなる。2006年11月14日には最初の自作EP『Whatever I Say Is Royal Ocean』をライズ・レコードを通して発表した。
ドロップ・デッド､ゴージャス(Drop・dead､Gorgeous)やフィアー・ベフォア・ザ・マーチ・オブ・フレイムス(Fear Before the March of Flames)などのバンドのプロデュースを手がけたクリス・クルメットの協力の下、2007年1月に再びDGDはスタジオ入りし、2007年5月15日にライズ・レコードからデビューアルバム『Downtown Battle Mountain』をリリースした。
2007年8月にギターのショーン・オサリヴァンが一身上の都合と音楽性の違いからDGDを辞め、その後コンスィダー・ザ・シーフ(Consider the Thief)というバンドで音楽活動を続けている。ショーンの空いたスポットは元々ツアーを共にまわりグッズなどを販売していたザック・ギャレンの加入により埋まった。
2007年11月にはヴォーカルのジョニー・クレイグがDGDを辞めている。MySpaceに掲載されたバンドのブログによると、ジョニーの薬物への依存など諸々の理由によりDGDメンバーから解雇したという。後任ヴォーカリストは、カート・トラヴィス(元Five Minute Ride, O!, 元The Joy)に決定した。
DGDの創設時からのメンバーであるジョン・メスとエリック・ロッジはレコーディング終了後DGDを脱退した。ただし、現在のところエリックがDGDを脱退した公式の理由は発表されていない。エリック・ロッジの後任としてジェイソン・エリス(元Five Minute Ride)が加わり、ツアーではウィルがギター兼スクリームを担当した。
2008年8月19日には、自身名を冠した2ndアルバム『Dance Gavin Dance 』をリリースし、全米アルバムチャートにて初登場172位を記録した。
2009年6月9日には、3rdアルバム『Happiness』をリリースし、全米アルバムチャートにて初登場145位を記録した。
2011年3月8日には、4thアルバム『Downtown Battle Mountain II』をリリースし、全米アルバムチャートにて初登場82位を記録した。
2013年10月8日には、5thアルバム『Acceptance Speech』をリリースし、全米アルバムチャートにて初登場42位を記録した。
2018年3月31日、4月1日に渋谷サイクロンにてライブを行う。
2021年10月16日 2015年からツアーメンバーとして参加していたEidolaのボーカル兼ギタリストのアンドリュー・ウェルズが正式にメンバーとして加わったことが発表された。
2022年4月14日 ベーシストのティム・フィーリックが急死したことが公式twitterから発表された。享年34歳。
ボーカリストのティリアン・ピアソンが性的暴行の疑惑を受けて2022年にバンドから短期間離脱、その後、復帰したが2024年に脱退。

## メンバー
- ジョン・メス(Jon Mess) - スクリーム ((2005–2008; 2010- )
- ウィル・スワン (Will Swan) - ギター・スクリーム・ラップ (2005– )
- マット・ミンガス(Matt Mingus) - ドラム  (2005– )
- アンドリュー・ウェルズ(Andrew Wells) -ギター・クリーン・ボーカル  (2021– )

### 元メンバー
- ティム・フィーリック(Tim Feerick) - ベース　 (2009–2010; 2012–2022: 2022年4月13日没)
- カート・トラヴィス (Kurt Travis) - クリーン・ボーカル  (2007–2010)
- ジョニー・クレイグ(Jonny Craig) - クリーン・ボーカル  (2005–2007; 2010–2012)
- アルヴァロ・アルカラ(Alvaro Alcala) - ギター (2005–2006)
- ザッカリー・ギャレン(Zachary Garren ) - ギター
- ジョシュ・ベントン(Josh Benton) - ギター (2012–2013)
- ショーン・オサリヴァン(Sean O'Sullivan) - ギター (2005–2007)
- ジェイソン・エリス(Jason Ellis) - ベース (2008–2009)
- エリック・ロッジ(Eric Lodge) - ベース (2005–2008; 2010–2012)
- ティリアン・ピアソン（Tilian Pearson) - クリーンボーカル (2012–2022、2022–2024)

タイムライン

## ディスコグラフィー

### アルバム
| 発売日        | アルバムのタイトル          | 販売レーベル | 全米アルバムチャート最高位 | ゴールド等認定 |
| 2007年5月15日 | Downtown Battle Mountain    | Rise Records | -                          | -              |
| 2008年8月19日 | Dance Gavin Dance           | Rise Records | 172位                      | -              |
| 2009年6月9日  | Happiness                   | Rise Records | 145位                      | -              |
| 2011年3月8日  | Downtown Battle Mountain II | Rise Records | 82位                       | -              |
| 2013年10月8日 | Acceptance Speech           | Rise Records | 42位                       | -              |
| 2015年4月14日 | Instant Gratification       | Rise Records | 32位                       | -              |
| 2016年10月7日 | Mothership                  | Rise Records | 13位                       | -              |
| 2018年6月8日  | Artificial Selection        | Rise Records | 15位                       | -              |
| 2020年4月24日 | Afterburner                 | Rise Records | 14位                       | -              |
| 2022年7月29日 | Jackpot Juicer              | Rise Records | 8位                        | -              |

### EP
- Whatever I Say Is Royal Ocean (2006)

### ライブアルバム
- Live at Bamboozle 2010 (2010)
- Tree City Sessions (2016)
- Tree City Sessions 2 (2020)

### シングル(アルバム未収録）
- "People You Knew / Perfect" (2011)
- "Pussy Vultures" (2014)
- "Summertime Gladness" (2017)
- "Head Hunter" (2019)
- "Blood Wolf" (2019)
- "The Ghost of Billy Royalton" (2023)
- "War Machine" (2023)

### リマスター
- Acceptance Speech 2.0 (2019)

### コンピレーション
- Punk Goes Pop Vol. 7 (2017) – "That's What I Like"(Bruno Marsカバー)
- Songs That Saved My Life (2018) – "Semi-Charmed Life"(Third Eye Blindカバー)
- Story of My Bros(2019) － “Punk Goes Acoustic Vol. 3”

### ミュージックビデオ
- "Me and Zoloft Get Along Just Fine" (2008)
- "Tree Village" (2009)
- "Heat Seeking Ghost of Sex" (2012)
- "Strawberry Swisher Pt. 3" (2013)
- "Death of the Robot with Human Hair" (2014)
- "We Own the Night" (2015)
- "Stroke God, Millionaire" (2015)
- "Betrayed By The Game" (2016)
- "Young Robot" (2016)
- "Inspire the Liars" (2017)
- "That's What I Like" (2017) - (Bruno Marsカバー、Punk Goes Pop vol.7収録)
- "Summertime Gladness" (2017)
- "Midnight Crusade" (2018)
- "Care"(2018)
- "Count Bassy"(2018)
- "Son of Robot"(2018)
- "Head Hunter"(2019)
- "Blood Wolf" (2019)
- "Prisoner"(2020)
- "Strawberry's Wake"(2020)
- "Lyrics Lie"(2020)
- "Three Wishes"(2020)
- "One In A Million"(2020)
- "Synergy"(2022)
- "Pop Off!"(2022)